# 1959-es magyar tekebajnokság
Az 1959-es magyar tekebajnokság a huszonegyedik magyar bajnokság volt. A férfiak bajnokságát augusztus 9-én rendezték meg Budapesten, az FTC Vágóhíd utcai pályáján, a nőkét július 18. és 19. között Budapesten, a Halom utcai pályán.

## Eredmények
| Versenyszám  | Arany                         | Arany | Ezüst                               | Ezüst | Bronz                         | Bronz |
| ------------ | ----------------------------- | ----- | ----------------------------------- | ----- | ----------------------------- | ----- |
| Férfi egyéni | Rácz József Szegedi Helyiipar | 944   | Gyebrovszky György Kecskeméti Vasas | 926   | Szabó József Bp. Előre        | 903   |
| Női egyéni   | Gottfried Andrásné Csepel SC  | 455   | Magyar Ferencné Közlekedési Építők  | 451   | Kuzma Erzsébet Zuglói Danuvia | 439   |